# Rybnicki Grzbiet

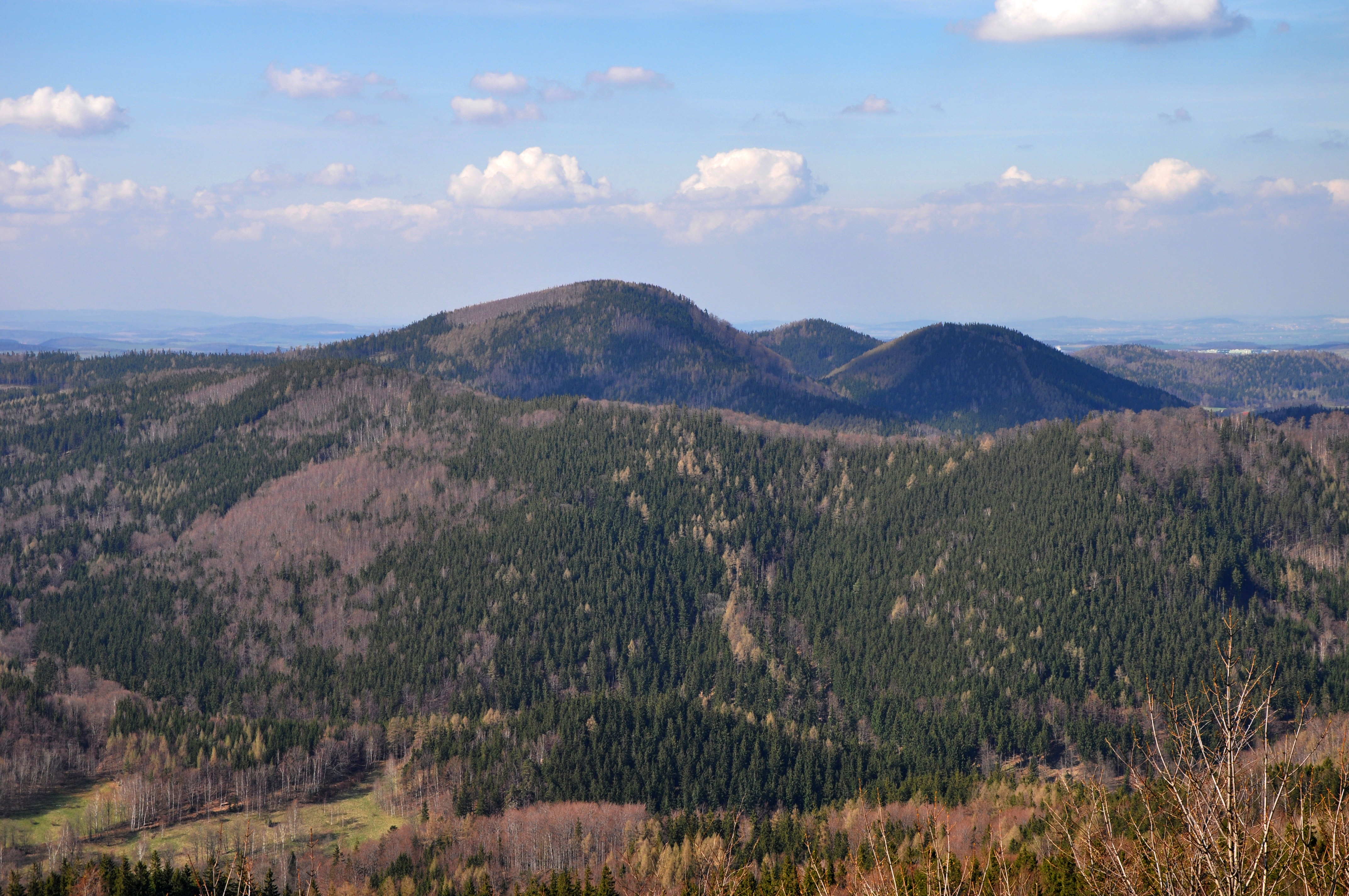
Rybnicki Grzbiet, a za nim Borowa, Sucha i Kozioł – widok z góry Rogowiec

Rybnicki Grzbiet – małe pasmo górskie w Sudetach Środkowych, w Górach Wałbrzyskich.

## Położenie
Grzbiet położony jest na terenie Parku Krajobrazowego Sudetów Wałbrzyskich w południowo-wschodniej części Gór Wałbrzyskich. Od zachodu graniczy z Kotliną Wałbrzyską, od północy z Górami Czarnymi, na południu od Gór Kamiennych (Gór Suchych) oddzielony potokiem Rybna (dopływ Bystrzycy), a na wschodzie od Gór Sowich rzeką Bystrzycą.

## Opis
Jest to małe pasmo o przebiegu 'sudeckim' z północnego zachodu na południowy wschód, zbudowane z górnokarbońskich porfirów oraz permskich melafirów – skał subwulkanicznych, które zastygły pod powierzchnią ziemi wśród skał osadowych powstałych w górnym karbonie. W wyniku długotrwałego działania erozji twarde skały wulkaniczne zostały wypreparowane spod płaszcza skał osadowych i obecnie wierzchołki Rybnickiego Grzbietu zbudowane są z porfirów, melafirów oraz ich tufów, a zbocza i podnóża ze zlepieńców, piaskowców i łupków.
W Rybnickim Grzbiecie wznosi się Borowa (854 m n.p.m.), będąca najwyższym szczytem Gór Wałbrzyskich. Grzbiet jest urozmaicony krajobrazowo, charakteryzuje się stromo zarysowanymi sylwetkami szczytów o wyraźnych stożkowych ukształtowaniach powstałych na skutek wzmożonej działalności wulkanicznej. Szczyty grzbietu w całości są porośnięte lasem regla dolnego.

## Turystyka
Przez Rybnicki Grzbiet prowadzą szlaki turystyczne:
 – czerwony z Wałbrzycha przez Borową do Przełęczy pod Borową
 – zielony fragment szlaku z Wałbrzycha do Rybnicy Leśnej
 – niebieski fragment szlaku z Wałbrzycha do Sokołowska
 – żółty fragment szlaku z Wałbrzycha do Jedliny-Zdroju.

## Komunikacja
U północnego podnóża Rybnickiego Grzbietu przebiega czynna w ruchu pasażerskim linia kolejowa nr 286 z Kłodzka do Wałbrzycha.